# Silvio Almeida
Silvio Luiz de Almeida GCRB • GCMD (São Paulo, 17 de agosto de 1976) é um advogado, filósofo e professor universitário brasileiro. Exerceu o cargo de ministro dos Direitos Humanos e da Cidadania do Brasil de janeiro de 2023 a setembro de 2024, quando foi demitido em meio a denúncias de assédio sexual.
Reconhecido como um dos grandes especialistas brasileiros acerca da questão racial, presidiu o Instituto Luiz Gama e é autor dos livros Racismo Estrutural (Polén, 2019), Sartre: Direito e Política (Boitempo, 2016).

## Formação e vida pessoal
Almeida é filho do casal Verônica e Lourival. O pai foi goleiro de futebol, tendo ficado conhecido como Barbosinha em sua carreira e por sua atuação no Sport Club Corinthians Paulista.
Na juventude, fez parte de uma banda de rap metal chamada Delito, juntamente com Tuca Paiva, futuro baixista de Velhas Virgens. É casado com Ednéia Carvalho.
Formou-se em direito pela Universidade Presbiteriana Mackenzie (1995-1999) e em filosofia pela Universidade de São Paulo (2004-2011). É mestre em direito político e econômico pela Mackenzie e doutor em filosofia e teoria geral do direito pela USP.

## Carreira
De 2005 a 2019 foi professor de filosofia do direito e introdução do estudo do direito na Universidade São Judas Tadeu.
No ano de 2020 foi professor visitante na Universidade Duke, onde lecionou nos cursos “Raça e Direito na América Latina” e “Black Lives Matter: Brasil e Estados Unidos”, este último em parceria com o professor John D. French.
Em 2022, foi selecionado como professor visitante da cadeira Edward Larocque Tinker da Universidade de Columbia na cidade de Nova Iorque, destinada a intelectuais de prestígio da América Latina. Esta mesma vaga foi ocupada em anos anteriores por intelectuais como o economista Raúl Prebisch, o geógrafo Milton Santos, o jornalista Elio Gaspari, o jurista Roberto Gargarella e a historiadora Lilia Schwarcz, dentre outros.
Foi entrevistado pelo programa Roda Viva da TV Cultura em junho de 2020. A participação de Silvio Almeida no programa inspirou um "clube do livro" nas redes sociais.
Foi presidente do Instituto Luiz Gama, organização de direitos humanos voltada à defesa jurídica da minorias e de causas populares.
Em 2020, tornou-se colunista de política da Folha de S.Paulo, atuação que foi interrompida em 2022.

### Ministro dos Direitos Humanos e da Cidadania

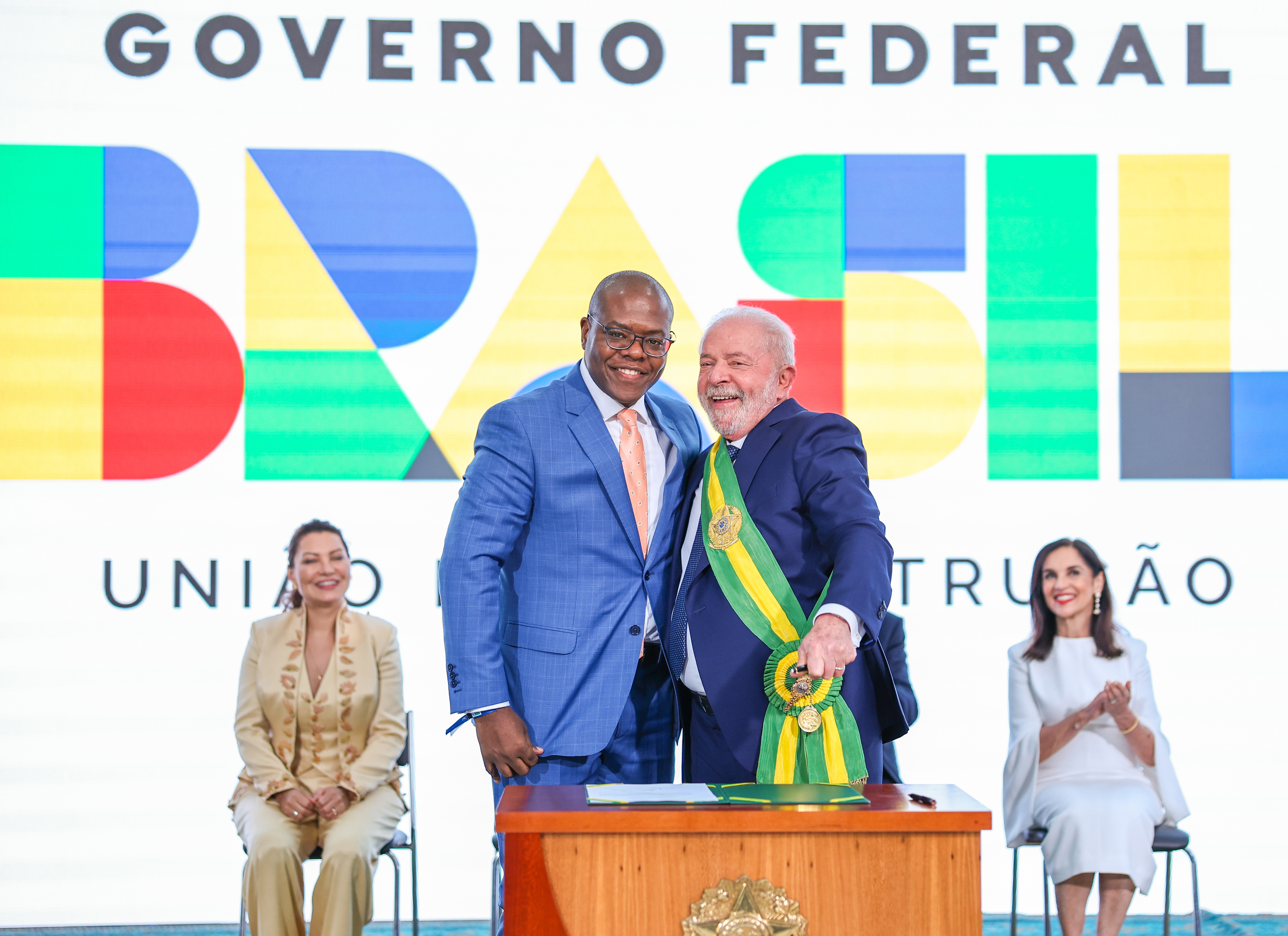
Silvio Almeida toma posse como Ministro dos Direitos Humanos e Cidadania em cerimônia no Palácio do Planalto, no dia 1º de janeiro de 2023.

Em 22 de dezembro de 2022, foi anunciado como o Ministro dos Direitos Humanos e da Cidadania do terceiro mandato de Lula. Sua nomeação oficial ocorreu em 3 de janeiro de 2023.
Em junho e novembro de 2023, foi admitido pelo presidente ao último grau das ordens do Mérito da Defesa e de Rio Branco, respectivamente.

## Acusações de assédio sexual e demissão
No dia 5 de setembro de 2024, a coluna de Guilherme Amado no portal Metrópoles publicou que Silvio Almeida era alvo de acusações de assédio moral e sexual, que chegaram à ONG Me Too Brasil. Uma das vítimas seria a ministra da Igualdade Racial, Anielle Franco, em 2023. A professora da Fundação Santo André Isabel Rodrigues também relatou ter sofrido assédio de Almeida durante uma reunião em 2019. Almeida negou as acusações e pediu uma investigação. O presidente Lula demitiu-o do ministério no dia seguinte. As acusações contra o ex-ministro serão investigadas pela Polícia Federal e pela Comissão de Ética da Presidência da República. Na imprensa, as denúncias da Me Too Brasil contra Almeida foram consideradas vagas, sem contar com detalhes de identificação dos supostos crimes cometidos.
Passados cinco meses do caso vir à tona, Silvio deu entrevista acusando Anielle Franco de mentir em sua denúncia por interesse político. Por outro lado, matéria da Revista Piauí com 39 entrevistados dá robustez à denúncia e detalha este e outros supostos casos de assédio por parte de Almeida. Por sua vez, a ONG Me Too Brasil apresenta queixa-crime por difamação contra Silvio no STF.
As investigações seguem em curso na Polícia Federal, com o ex-ministro tendo prestado depoimento. O prazo de conclusão do inquérito é abril de 2025.

## Obra
Em suas obras, trabalha com conceitos de autores como Jean-Paul Sartre e György Lukács. Em seus textos, trata de questões como direito, política, filosofia, economia política e relações raciais. Foi responsável por popularizar o conceito de racismo estrutural (proposto desde os primeiros estudos raciais críticos ainda nos anos 1960), em que racismo que é concebido como decorrente da própria estrutura da sociedade. Em seu livro, que leva o mesmo nome do conceito que aborda, Almeida aplica essa noção às mais diversas áreas, como o direito, a ideologia, a economia e a política.

## Condecorações
| Insígnia | País   | Honra                                 | Data                   |
| -------- | ------ | ------------------------------------- | ---------------------- |
|          | Brasil | Grã-Cruz da Ordem do Mérito da Defesa | 5 de junho de 2023     |
|          | Brasil | Grã-Cruz da Ordem de Rio Branco       | 21 de novembro de 2023 |